# Henri Lehon
Pour les articles homonymes, voir Lehon.
Henri Lehon, né le 21 janvier 1809 à Ville-Pommerœul (Bernissart), en Belgique, et mort le 31 janvier 1872 à Sanremo en Italie, est un peintre, géologue et physicien belge.

## Biographie
Henri Lehon est spécialisé dans les peintures de marines. Géologue et militaire de carrière, il a également exercé comme professeur de dessin et comme physicien.

## Expositions

### Salon de Bruxelles de 1836
- Grosse mer, dans lequel sa poésie est remarquée ;
- Naufrage près du fort rouge, devant Calais, dans lequel les spécialistes notent « beaucoup d'énergie dans le mouvement des flots » ;
- Brick à la côte, les talents du jeune aquarelliste sont remarqués[1],[2].

### Salon de Bruxelles de 1842
- En danger sur l'océan ;
- La Fin de la tempête ;
- La Plage à Ostende, débris du City of Edimburg[3].

### Salon de Bruxelles de 1845
- Sinistre de mer ;
- Entrée de port hollandais par gros temps[4].

## Collections publiques
Des peintures d'Henri Lehon font partie des collections du Cabinet des estampes de Bruxelles , dont Tableau d'un port.

## Ouvrages de vulgarisation scientifique
- Mouvements de Mer, 1867

## Archives
- Note manuscrite de Henri Lehon sur l'art préhistorique[6].

## Hommages
La commune bruxelloise de Schaerbeek, où il vécut en 1836, puis de 1839 à 1852 a donné son nom à une place, qui se trouve derrière l'église Saint-Servais.